# Primera B 1948
Het seizoen 1948 van de Primera B was het zevende seizoen van deze Uruguayaanse voetbalcompetitie op het tweede niveau. Door een spelersstaking werd de competitie halverwege het seizoen afgebroken.

## Teams
Er namen acht ploegen deel aan de Primera B in dit seizoen. CS Miramar was vorig seizoen vanuit de Primera División gedegradeerd, zes ploegen handhaafden zich op dit niveau en CA Artigas promoveerde vanuit de Divisional Intermedia.
Zij kwamen in plaats van het gepromoveerde Danubio FC. Olivol FC degradeerde vorig seizoen naar het derde niveau.
| Club                        | Stad       | Stadion                           | Vorig seizoen |
| --------------------------- | ---------- | --------------------------------- | ------------- |
| CA Artigas                  | Montevideo | Onbekend                          | 1e (Int.)     |
| Bahía FC                    | Montevideo | Onbekend                          | 6e            |
| CA Bella Vista              | Montevideo | Parque José Nasazzi               | 2e            |
| Club Canillitas del Uruguay | Montevideo | Onbekend                          | 7e            |
| CS Miramar                  | Montevideo | Parque Campomar                   | 10e (1ª)      |
| CA Progreso                 | Montevideo | Parque Miguel Campomar            | 3e            |
| Racing Club de Montevideo   | Montevideo | Estadio Parque Osvaldo Roberto    | 4e            |
| IA Sud América              | Montevideo | Estadio Parque Carlos Ángel Fossa | 5e            |

## Competitie-opzet
Alle ploegen speelden tweemaal tegen elkaar. De kampioen promoveerde naar de Primera División. De hekkensluiter degradeerde naar de Divisional Intermedia.
Degradant CS Miramar begon de competitie met twee zeges. Ook CA Bella Vista (vorig seizoen tweede) won hun eerste twee duels. Op de derde speeldag stonden zij tegenover elkaar. Bella Vista trok met 3–1 aan het langste eind. Een wedstrijd later verloor Miramar wederom, nu van CA Progreso. Hierdoor kwam Progreso op de tweede plek.
Tijdens de vijfde speelronde speelden Bella Vista en Progreso tegen elkaar. Progreso kon op gelijke hoogte komen bij een overwinning, maar de wedstrijd eindigde in 3–3. Bella Vista behield dus hun leidende positie. De Papales konden hun voorsprong een wedstrijd later vergroten, doordat ze zelf wonnen, terwijl Progreso van IA Sud América verloor. De tweede plek was nu in handen van Sud América en Racing Club de Montevideo, met drie punten minder dan Bella Vista.
De laatste wedstrijd van de eerste seizoenshelft verloor Bella Vista voor het eerst; de topper tegen Racing eindigde in 3–2 voor de Cerveceros. Halverwege het seizoen was Bella Vista wel nog de koploper met elf punten. Sud América en Racing hadden tien punten en Progreso had negen punten. Bahía FC stond achtste en laatste, zij hadden zesmaal verloren en alleen tegen Club Canillitas del Uruguay een punt weten te bemachtigen.
De terugronde werd echter niet meer gespeeld. Ontevredenheid over het professionele regime van die tijd leidde tot een algehele spelersstaking. De competitie werd niet meer hervat en er werd geen kampioen uitgeroepen. Koploper Bella Vista promoveerde ook niet naar de Primera División en Bahía degradeerde niet naar het derde niveau. Ook in die divisies werd het seizoen wegens de staking niet afgemaakt; er was dus geen degradatie vanuit de Primera División, of promotie vanuit de Divisional Intermedia. Volgend seizoen zouden dezelfde acht ploegen aantreden in de Primera B.

### Tussenstand
|    | Club                        | Sp. | W | G | V | Pnt. | DV | DT | DS  |
| -- | --------------------------- | --- | - | - | - | ---- | -- | -- | --- |
| 1. | CA Bella Vista              | 7   | 5 | 1 | 1 | 11   | 24 | 12 | +12 |
| 2. | IA Sud América              | 7   | 5 | 0 | 2 | 10   | 18 | 10 | +8  |
| 3. | Racing Club de Montevideo   | 7   | 4 | 2 | 1 | 10   | 15 | 8  | +7  |
| 4. | CA Progreso                 | 7   | 3 | 3 | 1 | 9    | 19 | 14 | +5  |
| 5. | CS Miramar                  | 7   | 3 | 1 | 3 | 7    | 14 | 11 | +3  |
| 6. | CA Artigas                  | 7   | 2 | 1 | 4 | 5    | 9  | 19 | –10 |
| 7. | Club Canillitas del Uruguay | 7   | 0 | 3 | 4 | 3    | 8  | 17 | –9  |
| 8. | Bahía FC                    | 7   | 0 | 1 | 6 | 1    | 8  | 24 | –16 |

| Winnaar Primera B 1948   |
| ------------------------ |
| Geen Competitie gestaakt |